# Мартін Гаттала
Мартін Гаттала (чеськ. Martin Hattala; *4 листопада 1821, Трстена — †11 січня 1903, Прага) — словацький учений-славіст, філолог, мовознавець, педагог. Член-кореспондент Санкт-Петербурзької академії наук.

## Життєпис
Римо-католицький священик (з 1848). Піарист.
З 1854 читав лекції в празькому Карловому університеті, з 1861 — професор слов'янської філології (серед його учнів були О. О. Первольф і Самуель Чамбел).

## Наукова діяльність
Здійснив кодифікацію словацької мови.
Автор першої «Граматики словацької мови» (1850), яка відіграла значну роль в нормалізації словацької літературної мови на середньословацькій діалектичній основі. Займався також дослідженнями чеської літературної мови.
Відомий як ревний поборник достовірності Краледворського рукопису, на захист якого надрукував ряд статей в чеських періодичних виданнях.
Перекладач «Слова о полку Ігоревім» на чеську мову.

## Вибрані праці
- Kratka mluvnica slovenska (Prešpork, 1852);
- Vergleichende Grammatik der alt- und neutschechischen und slowakischen Sprache" (Прага, 1854);
- Syntax der tschechischen Sprache (1855);
- Slovnavaci mluvnice jazyka českeho a slovenskeho (Praha, 1857);
- Die Anfangsgründe der slowakischen Sprache (Відень, 1860);
- Mluvnica jazyka slovenskeho (Pešt', 1864);
- Antibarbarus der tschechischen Sprache (Прага, 1870).